# Eurytoma tessariae
Eurytoma tessariae är en stekelart som beskrevs av Jean-Jacques Kieffer 1910. Eurytoma tessariae ingår i släktet Eurytoma och familjen kragglanssteklar. Inga underarter finns listade i Catalogue of Life.